# 438 v.Chr.
Het jaar 438 v.Chr. is een jaartal volgens de christelijke jaartelling.

## Gebeurtenissen

### Italië
- De Samnieten veroveren Capua.